# 705 v. Chr.
Portal Geschichte | Portal Biografien | Aktuelle Ereignisse | Jahreskalender | Tagesartikel

◄ |
9. Jahrhundert v. Chr. |
8. Jahrhundert v. Chr. |
7. Jahrhundert v. Chr. |
►

◄ | 720er v. Chr. | 710er v. Chr. | 700er v. Chr. | 690er v. Chr. |
680er v. Chr. |
►

◄◄ | ◄ | 708 v. Chr. | 707 v. Chr. | 706 v. Chr. | 705 v. Chr. |
704 v. Chr. |
703 v. Chr. |
702 v. Chr. |
► |
►►

## Ereignisse

### Politik
- Akzessionsjahr des assyrischen und babylonischen Königs Sanherib (705 bis 704 v. Chr.): Sein Vorgänger Šarru-kīn II. wird getötet. Am 8. August[1] (12. Abu: 7.–8. August[1]) ist Sanherib bereits als assyrischer König in Quellen belegt.

### Wissenschaft und Technik
- Im babylonischen Kalender fällt das babylonische Neujahr des 1. Nisannu auf den 30.–31. März[1]; der Vollmond im Nisannu auf den 12.–13. April[1] und der 1. Tašritu auf den 24.–25. September[1].[2]